# Трофейные бригады
Трофейные бригады — военные подразделения, занимающиеся сбором различного рода трофейного имущества противника (как военного, так и невоенного назначения) в войсковом тылу.

## История создания трофейных бригад в СССР
Трофейные бригады начали создаваться в Красной армии в соответствии с постановлением ГКО № 2866-сс от 2 января 1943 года «О сборе и вывозе трофейного имущества и обеспечении его хранения».
Приказом НКО СССР № 05 от 5 января 1943 года «О сборе и вывозе трофейного имущества и обеспечении его хранения» были организованы комендантские посты с целью сбора, охраны и вывоза трофеев, находящихся на территории освобождённых населённых пунктов, на близлежащей местности и у частных лиц. Армейские трофейные батальоны предполагалось использовать для сбора, учёта, охраны и вывоза вооружения, имущества, продфуража и металлолома из армейского тыла, а также для вывоза на армейские склады и станционные сборные пункты вооружения и имущества, собранных трофейными ротами в войсковом тылу. В соответствии с этим постановлением при ГКО были созданы:
Центральная комиссия по сбору трофейного вооружения и имущества — председатель Маршал Советского Союза С. Будённый;
Центральная комиссия по сбору чёрных и цветных металлов в прифронтовой полосе — председатель Н. Шверник;
Управление по сбору и использованию трофейного оружия, имущества и металлолома (в Главном управлении тыла) — начальник генерал-лейтенант Ф. Вахитов.
Аналогичные отделы в составе 8—12 человек были созданы во фронтах и общевойсковых армиях, дивизиях — отделения трофейного имущества и сбора металлолома. В результате реорганизации трофейной службы при ГКО в апреле 1943 года взамен двух комиссий и управления был создан Трофейный комитет во главе с Маршалом Советского Союза К. Ворошиловым. Соответствующая реорганизация была проведена в оперативном и войсковом звеньях. Началось формирование новых трофейных частей. Усиливалось армейское звено за счёт создания трофейных батальонов и специальных демонтажных взводов при трофейных складах. Воздушным армиям были приданы специальные технические трофейные роты, во фронтах сформированы трофейные бригады. Важным шагом на пути наращивания сил и средств трофейной службы стало формирование 5 железнодорожных эвакопоездов и 3 отдельных эвакоподъемных отрядов для выполнения сложных подъёмно-такелажных работ. Новое «Положение о трофейных органах, частях и учреждениях Красной Армии», утверждённое председателем Трофейного комитета ГКО, вышло 28 апреля 1944 года. В этом положении были определены задачи трофейной службы: «Трофейные органы, части и учреждения Красной Армии обеспечивают сбор, охрану, учёт, вывоз и сдачу трофейного вооружения, боеприпасов, боевой техники, продфуража, горючего и других военных и народнохозяйственных ценностей, захваченных Красной Армией у противника».
Положение определяло трофейные органы в Красной армии: Главное управление трофейного вооружения Красной армии при Трофейном комитете ГКО; во фронтах — Управления трофейного вооружения фронтов; в армиях — отделы трофейного вооружения армий; в войсках — соединения действующей армии — трофейные отделения корпуса, дивизии, бригады. В трофейных бригадах были свои отделы контрразведки «СМЕРШ», которые следили за тем, чтобы трофеи не разворовывались. B июне 1945 года на базе трофейных управлений фронтов были организованы отдельные трофейные управления. После создания системы военного управления трофейные управления были усилены и вошли в состав групп войск с подчинением командующим.
Атмосферу, царившую в трофейных бригадах, подробно описал в своей книге академик Б. Е. Черток, в апреле 1945 года, один из демонтажников различного электротехнического и другого оборудования в Берлине и его пригородах. Тысячи таких «профсоюзных» офицеров — представителей от всех министерств и ведомств — рыскали по освобождённой Германии. Демонтировалось и увозилось всё подряд, начиная от целых заводов, запасов продуктов питания, кончая нижним бельём.
За войну трофейные команды собрали 24 615 немецких танков и самоходных артиллерийских установок, свыше 68 тысяч орудий и 30 тысяч миномётов, более 114 млн снарядов, 16 млн мин, 257 тысяч пулемётов, 3 млн винтовок, около 2 млрд винтовочных патронов и 50 тысяч автомобилей. Общий вес трофейного металла, доставленного из прифронтовых районов для вторичного использования, составлял около 10 млн тонн.
Было вывезено:
- 21 834 вагона вещевого и обозно-хозяйственного имущества;
- 73 493 вагона строительных материалов и «квартирного имущества», в том числе: 60 149 роялей, пианино и фисгармоний, 458 612 радиоприёмников, 188 071 ковёр, 941 605 предметов мебели, 264 441 штука настенных и настольных часов;
- 6370 вагонов бумаги и 588 вагонов разной посуды, в основном фарфоровой;
- 3 338 348 пар различной гражданской обуви, 1 203 169 женских и мужских пальто, 2 546 919 платьев, 4 618 631 предмет белья, 1 052 503 головных убора;
- 154 вагона мехов, тканей и шерсти;
- 18 217 вагонов с сельскохозяйственным оборудованием в количестве 260 068 единиц;
- 24 вагона музейных ценностей;
- чёрные, цветные и прочие металлы в промышленном виде 447 741 тонна на сумму 1,38 миллиардов рублей по государственным ценам;
- золота, серебра, платины — 174 151 кг;
- зернопродуктов — 2 259 000 тонн;
- мясопродуктов — 430 000 тонн;
- рыбопродуктов — 10 000 тонн;
- жиров — 30 000 тонн;
- маслосемян — 35 000 тонн;
- сахара — 390 000 тонн;
- табака — 16 000 тонн;
- картофеля и овощей — 988 000 тонн;
- 20 млн литров спирта;
- 186 вагонов вина и другое[5].

На заключительном этапе войны важной задачей трофейной службы стали также поиски и вызоз с оккупированных территорий исторических и культурных ценностей.

## Трофейные бригады в поисках культурных ценностей
С 1943 года Академия наук СССР разрабатывала план компенсации потерь советских музеев во время войны за счёт произведений искусства, принадлежавших Германии. Возглавлял эту работу И. Э. Грабарь.
В рамках реализации этого плана в феврале 1945 года специальным постановлением ГКО был создан «Особый комитет при ГКО», задачей которого стало обеспечение межведомственной координации при организации вывоза с территории Германии трофейного имущества. Особый комитет руководил деятельностью постоянных трофейных комиссий при фронтах (в их подчинении были и трофейные бригады Комитета по делам искусств при СНК СССР и Комитета по делам культпросветучреждений при СНК РСФСР. В их состав вошли представители Комитета по делам искусств, Главного архивного управления, Академии наук СССР, Академии наук УССР и других учреждений. Эти представители  трофейных комиссий занимались поиском наиболее ценных в художественном и научном отношении книг, рукописей, коллекций. Обычно трофейные комиссии на месте принимали решения об изъятии и вывозе обнаруженных культурных ценностей, как «брошенного» или «бесхозяйного» имущества, «в целях их сохранности от порчи, разрушения или расхищения». Отбор культурных ценностей, предназначенных для вывоза в СССР, происходил на специальных сборных складах. Сотрудникам комиссии, являвшимся работниками советских музеев и театров (среди них — куратор московского музея керамики Б. Алексеев, директор московского МХАТа А. Белокопытов, один из ведущих советских историков профессор В. Блаватский, А. Чегодаев из Музея имени Пушкина в Москве, директор Отдела охраны памятников С. Григорьев, В. Климов и Б. Копцов из Третьяковской галереи, профессор В. Лазарев (МГУ), начальник отдела искусства А. Сидоров, музыкант Е. Сущенко, куратор Музея современного искусства Н. Соколова) были присвоены должности офицеров штабов армий, предоставлены широкие полномочия и выданы каталоги и извлечения из инвентарных книг с поручением найти, собрать и вывезти наиболее ценные произведения искусства.
6 мая 1945 года Комитет по делам культпросветучреждений при СНК РСФСР направил в Берлин группу специалистов на поиски похищенных нацистами на оккурированной территории СССР музейных и библиотечных ценностей. Руководил «поисковиками» А. Маневский, его заместителями были М. Рудомино, директор библиотеки иностранной литературы и Н. Поздняков, заместитель директора Политехнического музея. C 10 по 29 мая 1945 года музейно-библиотечная группа во главе с Маневским работала в западных районах Большого Берлина. 25 апреля 1945 года в Берлин выехали пятеро офицеров Центрального музея Красной армии (ЦМКА). Миссия группы была необычной — собирать реликвии фашистской Германии, в том числе всё, что касалось руководителей Третьего рейха. Руководил экспедицией начальник ЦМКА полковник И. А. Горюшкин, в группу входили подполковник П. А. Логинов, майоры И. А. Волков и П. А. Зубанов, капитан В. К. Житенев.
26 июня 1945 года Сталин подписал постановление ГКО № 9256, в котором говорилось: «Обязать Комитет по делам искусств при СНК СССР (т. Храпченко) вывезти на базы Комитета в г. Москву для пополнения государственных музеев наиболее ценные художественные произведения живописи, скульптуры и предметы прикладного искусства, а также антикварные музейные ценности». Постановление вышло до Потсдамской конференции, на которой был в том числе широко обсуждался вопрос о репарациях с Германии.
В СССР было вывезено из Германии более 2,6 млн произведений искусства, более 6 млн книг и километры архивных материалов. Немецкие музеи, библиотеки и архивы понесли колоссальные потери. Судьба многих предметов трофейного искусства остаётся неизвестной до сих пор, многие из них находятся в запасниках Пушкинского музея и Эрмитажа.

## Трофейное дело 1946 года
26 декабря 1944 года НКО принял Приказ № 0409, разрешавший военнослужащим, хорошо исполнявшим свои обязанности, раз в месяц отсылать домой посылки с трофеями весом:
- до 5 кг для рядовых и сержантов;
- до 10 кг для офицеров;
- до 16 кг для генералов действующих фронтов.

В соответствии с постановлением ГКО № 9054-С от 23 июня 1945 года демобилизующимся красноармейцам полагалась бесплатная выдача предметов бытового пользования из трофейного имущества, а также дозволялось приобретать трофейные товары за наличный расчёт по установленной норме.
Постановление ГКО № 90360 от 9 июня 1945 года регулировало распределение трофеев среди высшего командного состава. Каждому генералу безвозмездно выдавался один легковой трофейный автомобиль, а остальным офицерам – мотоциклы и велосипеды. Кроме того, за наличный расчёт можно было купить трофейную мебель, ковры, музыкальные инструменты, сервизы, меха и другие предметы роскоши.
При этом некоторые члены высшего командного состава, в том числе маршал СССР Г. К. Жуков, были обвинены в мародёрстве, что вылилось в Трофейное дело. Следственные действия по нему продолжались с 1946 по 1948 год. Первым арестовали генерала Г. А. Бежанова, начальника оперативного сектора НКВД в Тюрингии. Затем был арестован генерал С. А. Клёпов, начальник оперсектора НКВД в Саксонии. В январе 1948 года последовал арест генерал-майора А. С. Сиднева, бывшего начальника Берлинского оперсектора НКВД, а также генерал-лейтенанта К. Ф. Телегина, занимавшего в 1945 году должность заместителя главнокомандующего СВАГ. При обыске у него изъяли антикварную мебель, изделия из фарфора и серебра, меха, картины и другие ценности. В сентябре 1948 года были арестованы генерал-лейтенант В. В. Крюков и его жена, певица Лидия Русланова. Их обвинили в присвоении трофейного имущества в больших масштабах. Во время обыска у них на квартирах изъяли 132 картины таких известных художников, как Врубель, Васнецов, Шишкин, Брюллов, а также 107 кг изделий из серебра, коллекцию драгоценностей, ковров, мехов и редких книг. Доказать, что все эти предметы роскоши куплены за собственные деньги, генерал и певица не смогли. В октябре 1949 года Русланова была осуждена на 10 лет лишения свободы, а В. В. Крюков – на 25 лет по ст. 58 п. 10 УК РСФСР. От 10 до 25 лет лагерей получили генералы С. А. Клёпов, Г. А. Бежанов, К. Ф. Телегин. 
Генерал Г. А. Бежанов и арестованный одновременно с ним бывший адъютант Г. К. Жукова подполковник А. С. Сёмочкин дали показания о деятельности маршала на должности главнокомандующего СВАГ в Берлине. 5 января 1948 года по распоряжению Сталина на квартире Жукова в Москве был проведён негласный обыск, а 9 января обыск состоялся и на даче маршала в поселке Рублево. Из постановления Политбюро ЦК ВКП(б) «О т. Жукове Г. К. Маршале Советского Союза» от 20 января 1948 года:

Тов. Жуков, в бытность Главкомом группы Советских оккупационных войск в Германии, допустил поступки, позорящие высокое звание члена ВКП(б) и честь командира Советской Армии. Будучи полностью обеспечен со стороны государства всем необходимым, тов. Жуков, злоупотребляя своим служебным положением, встал на путь мародёрства, занявшись присвоением и вывозом из Германии для личных нужд большого количества различных ценностей.
В этих целях т. Жуков, давши волю безудержной тяге к стяжательству, использовал своих подчинённых, которые, угодничая перед ним, шли на явные преступления, забирали картины и другие ценные вещи во дворцах и особняках, взломали сейф в ювелирном магазине в г. Лодзи, изъяв находящиеся в нём ценности и т. д.
В итоге всего этого Жуковым было присвоено до 70 ценных золотых предметов (кулоны и кольца с драгоценными камнями, часы, серьги с бриллиантами, браслеты, броши и т. д.), до 740 предметов столового серебра и серебряной посуды и сверх того ещё до 30 килограммов разных серебряных изделий, до 50 дорогостоящих ковров и гобеленов, более 60 картин, представляющих большую художественную ценность, около 3700 метров шёлка, парчи, бархата и др. тканей, свыше 320 шкурок ценных мехов и т. д.

Будучи вызван в Комиссию для дачи объяснений, т. Жуков вёл себя неподобающим для члена партии и командира Советской Армии образом. В объяснениях был неискренним и пытался всячески скрыть и замазать факты своего антипартийного поведения.
В результате Г. К. Жуков был освобождён с должности командующего Одесским военным округом и назначен командовать войсками Уральского военного округа. Постановление обязало его сдать в Госфонд все незаконно присвоенные им драгоценности и вещи.

## «Трофейное искусство» и проблемы реституции
По данным российской стороны, в годы Второй мировой войны Германия вывезла с оккупированной территории Советского Союза более 560 тысяч произведений искусства, около 100 тысяч археологических находок, уничтожила либо вывезла 180 млн книг. Крупнейшие музеи Украины за годы Второй мировой войны утратили около 300 тысяч экспонатов. Предполагается, что подавляющее большинство из них сейчас находится в частных коллекциях в европейских странах. Ущерб, нанесённый музеям и библиотекам Советского Союза во время немецкой оккупации, сказывается до сих пор.
Значительная часть культурных ценностей, перемещённых из Советского Союза нацистскими организациями, хранилась на юге Германии. В 1945 году американские военные подразделения обнаружили нацистские склады в замках Хёхштедт-ан-дер-Донау и Кольмберг, а также в монастырях Картаузе-Буксхайм и Банц под Штаффельштайном. Американские офицеры, отвечавшие за охрану произведений искусства, сосредоточили археологические коллекции, картины, иконы, фарфоровые коллекции, барочную мебель, текстиль, книги и архивные материалы из нацистских складов в Центральных пунктах сбора в Мюнхене, Висбадене, а также в Архивном хранилище в Оффенбахе. Для идентификации объектов была создана специальная картотека. В соответствии с соглашениями союзников советская сторона выдвинула реституционные претензии. В результате в период с октября 1945 по сентябрь 1948 года американские оккупационные власти вернули представителям Советской военной администрации в Германии (СВАГ) в общей сложности 534 120 «предметов» 13 партиями. Поставки включали транспортные накладные и подтверждавшие передачу квитанции, подписанные обеими сторонами. При этом США не вернули СССР некоторые группы предметов, такие как балтийские и еврейские культурные ценности.
По оценке Фонда прусского культурного наследия, в немецких государственных коллекциях не сохранилось известных культурных ценностей, вывезенных из Советского Союза во время Второй мировой войны.
Правительство Германии продолжает настаивать на возвращении перемещённых культурных ценностей. Оно по-прежнему считает объекты, хранящиеся в России, немецкой собственностью. Эта позиция основана на Гаагской конвенции 1907 года о законах и обычаях сухопутной войны, которая устанавливает обязательные международно-правовые нормы, регулирующие обращение с культурными ценностями во время войны. Она запрещает использование культурных ценностей для возмещения ущерба, причинённого войной. Это положение даёт Германии право на реституцию. Федеративная Республика опирается также на два соглашения 1990 и 1992 годов. В этих соглашениях правительства Германии и СССР, а затем Российской Федерации взяли на себя обязательства по возвращению культурных ценностей, перемещённых в результате войны.
Однако российская сторона блокирует реализацию обоих соглашений. В 1996 году российский закон объявил все немецкие культурные ценности из государственных коллекций, вывезенные в СССР в результате Второй мировой войны, российской собственностью. Российская сторона назвала это компенсационной реституцией. Федеративная Республика Германия считает этот закон противоречащим международному праву и продолжает стремиться к консенсусному решению проблемы.